# Катилло-Ратмиров, Георгий Сергеевич
Георгий Сергеевич Катилло-Ратмиров (14 декабря 1937, Кострома, Ярославская область — 9 сентября 2021, Омск) — живописец, график, выпускник художественно-графического факультета Московского педагогического института им. В. И. Ленина. Заслуженный работник культуры Российской Федерации, член Союза художников России.

## Биография
Георгий Сергеевич Катилло-Ратмиров родился 14 декабря или 12 декабря 1937 года в городе Костроме Ярославской области, ныне город — административный центр Костромской области. Его отец, Сергей Катилло был родом из дворянской семьи. До революции 1917 года служил поручиком царской армии и был командиром взвода первой пулеметной роты Петрограда. Когда новая власть предложила ему учиться в школе красных командиров — он отказался и стал драматическим актером. Его женой также стала актриса. Он добавил к своей фамилии сценический псевдоним — Ратмиров (в честь героя поэмы А. С. Пушкина «Руслан и Людмила»). Вместе с семьёй гастролировал по театрам СССР.
В 1955 году окончил школу в городе Шадринске Курганской области.
В 1956—1959 годах служил в военно-воздушных силах Черноморского флота, город Керчь.
В 1959—1960 годах работал электромонтажником на «Ефремовском заводе СК» (синтетического каучука).
В 1960 году поступил и в 1965 году сокончил художественно-графический факультет Московского педагогического института им. В. И. Ленина. Затем переехал в город Омск по распределению и стал работать преподавателем в государственном педагогическом институте имени А. М. Горького и средней школе № 87. В 1966 году начал участвовать в городских, республиканских и международных выставках. С 1966 года работал руководителем изостудии при ДК «Нефтяник». В 1983—1986 годах преподавал в детской художественной школе № 2 г. Омска. С 1986 года работал в производственных мастерских Омского отделения Художественного фонда.
В 1975 году стал членом Союза художников СССР. С 1981 года по 1988 год был членом правления Омской организации Союза художников СССР. Был председателем ревизионной комиссии Омской организации Союза художников.
В 1968—1997 годах были поездки в творческие командировки: Салехард, Сёяха, Надым, Ханты-Мансийск, Байкало-Амурская магистраль, по Омской области, на Сахалин, по Дальнему Востоку, в дома творчества «Сенеж» и «Челюскинская».
С 1994 года руководитель творческого объединения «Друзья и годы» при Омском отделении Союза художников России.
Георгий Сергеевич Катилло-Ратмиров умер 9 сентября 2021 года в городе Омске Омской области.

## Творчество
Работы выполнены в различных техниках: эстамп (автолитография, офорт, линогравюра), живопись, графика (рисунок, пастель, акварель).
Названия его художественных выставок: «По Иртышу и Оби», «Золотое кольцо России», «Город в блокаде». Для выполнения работ художник использует различные техники. Художественные работы Георгия Сергеевича Катилло-Ратмирова находятся в галереях Омска, в частных коллекциях в Финляндии, США, Польши, Франции и других стран.
В 2006 году организовал выставку «Сибиряки в Москве» в главном выставочном зале в Кремле. Был одним из ее участников. Его художественные работы выставлялись за границей: в Германии, Венгрии, Франции, США, Польше, Швейцарии и Люксембурге.
18 декабря 2012 года в Омском музее Кондратия Белова открылась выставка «За далью — даль», приуроченная к 75-летию Георгия Катилло-Ратмирова. В экспозиции были представлены работы, которые художник писал с 1960-х годов.
Среди его учеников — директор Калачинской школы искусств, почётный гражданин Калачинска художник Анатолий Щикалев.

## Награды и звания
Звание «Заслуженный работник культуры Российской Федерации», 2001 год.